# کفر شوبا
کفر شوبا (به عربی: كفر شوبا) یک منطقهٔ مسکونی در لبنان است که در شهرستان حاصبیا واقع شده‌است.